# László Lugossy
Pour l’article ayant un titre homophone, voir Lugosi.
Dans le nom hongrois Lugossy László, le nom de famille précède le prénom, mais cet article utilise l’ordre habituel en français László Lugossy, où le prénom précède le nom.
László Lugossy (né le 23 octobre 1939 à Budapest) est un réalisateur hongrois.

## Filmographie
- 1968 : Különös melódia (court métrage)
- 1976 : Azonosítás
- 1981 : Merci, ça va (Köszönöm, megvagyunk)
- 1984 : Szirmok, virágok, koszorúk
- 1995 : Urán (court métrage)